# Franz Adolf Schalch
Franz Adolf Schalch (* 6. Februar 1814 in Schaffhausen; † 6. Oktober 1874 ebenda) war ein Schweizer Politiker und Richter. Von 1855 bis 1857 gehörte er dem Nationalrat an.

## Biografie
Der Sohn eines Ökonomen und Rittmeisters studierte Recht an den Universitäten Tübingen, Heidelberg und Berlin. Schalch übernahm später von seinem Vater das Landgut Zum Rieth bei Schaffhausen. Von 1840 bis 1842 war er Schaffhauser Bezirksrichter, 1843 Registrator der Staatskanzlei und von 1844 bis 1847 Mitglied des Appellationsgerichts. 1848 übernahm er das Präsidium des Kantonsgerichts.
Schalch war ein gemässigter Liberaler und wurde 1844 in den Grossen Stadtrat (Legislative) von Schaffhausen gewählt, dem er bis 1847 angehörte. 1844 folgte die Wahl in den Grossen Rat des Kantons Schaffhausen, ab 1846 war er Mitglied des Kleinen Stadtrates der Stadt Schaffhausen (Exekutive). Den Grossen Rat präsidierte er in den Jahren 1853, 1855 und 1859, zudem war er 1851/52 als Verfassungsrat an der Ausarbeitung einer neuen Kantonsverfassung beteiligt. Schalch kandidierte bei den Nationalratswahlen 1854, seine Wahl stand aber erst im März 1855 nach dem sechsten Wahlgang fest. 1857 stellte er sich nicht der Wiederwahl. 1872 sprach er sich gegen die Totalrevision der Bundesverfassung aus und wurde im selben Jahr als Grossrat abgewählt. Bis zu seinem Tod blieb er Schaffhauser Stadtrat und Kantonsgerichtspräsident.